# Pseudotriakis microdon
Il falso gattuccio (Pseudotriakis microdon Jordan & Snyder, 1904), è uno dei membri della famiglia Pseudotriakidae (assieme al Gollum attenuatus) ed è l'unico membro del genere Pseudotriakis. Appartiene all'ordine dei Carcharhiniformes.

## Descrizione
Si tratta di un pesce snello, di colore marrone scuro, che raggiunge una lunghezza massima di 2.69 metri nei maschi e di 2.95 metri nelle femmine. Il lobo inferiore della pinna caudale è poco sviluppato.

## Distribuzione
Questi squali vivono in molte zone della Terra al di sopra dello zoccolo continentale degli oceani e dei mari. Abitano profondità che vanno dai 200 ai 1500 metri. Sono stati rinvenuti: 
- Nell'Oceano Atlantico nei tratti di mare antistanti il New Jersey, Cuba,[4] il Brasile,[5] l'Islanda, la Francia, Madera, le Azzorre, il Senegal e Capo Verde;[3]
- Nell'Oceano Pacifico nei tratti di mare antistanti il Giappone, Taiwan, la Nuova Zelanda e le Hawaii;[3]
- Nell'Oceano Indiano nei tratti di mare antistanti Aldabra e l'Australia Occidentale.[3]

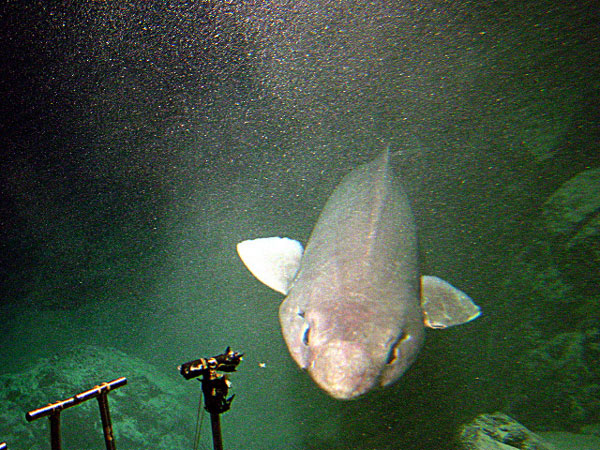
Uno Pseudotriakis microdon a 1200 metri di profondità nel Nihoa Canyon, alle Hawaii

## Riproduzione
I falsi gattucci sono animali ovovivipari. Al parto possono mettere al mondo un numero compreso tra due e quattro cuccioli. Gli embrioni praticano l'ovofagia, e si nutrono anche del sacco vitellino e di latte uterino. Alla nascita le dimensioni dei cuccioli sono comprese tra i 70 ed i 140 cm. Il sistema di riproduzione di questa specie non è dei più efficaci: il tempo minimo di raddoppio della popolazione è di 14 anni.

## Alimentazione
Si nutrono di pesci ossei, specie di squalo più piccole di loro, razze e di invertebrati.

## Interazioni con l'uomo
Vengono catturati raramente attraverso l'utilizzo di pescherecci attrezzati per la pesca in profondità. Si utilizzano per le pinne (che comunque hanno un valore limitato), per la carne e per la cartilagine. Si tratta secondo alcune stime, di una specie molto vulnerabile.